# 齐萨王宫

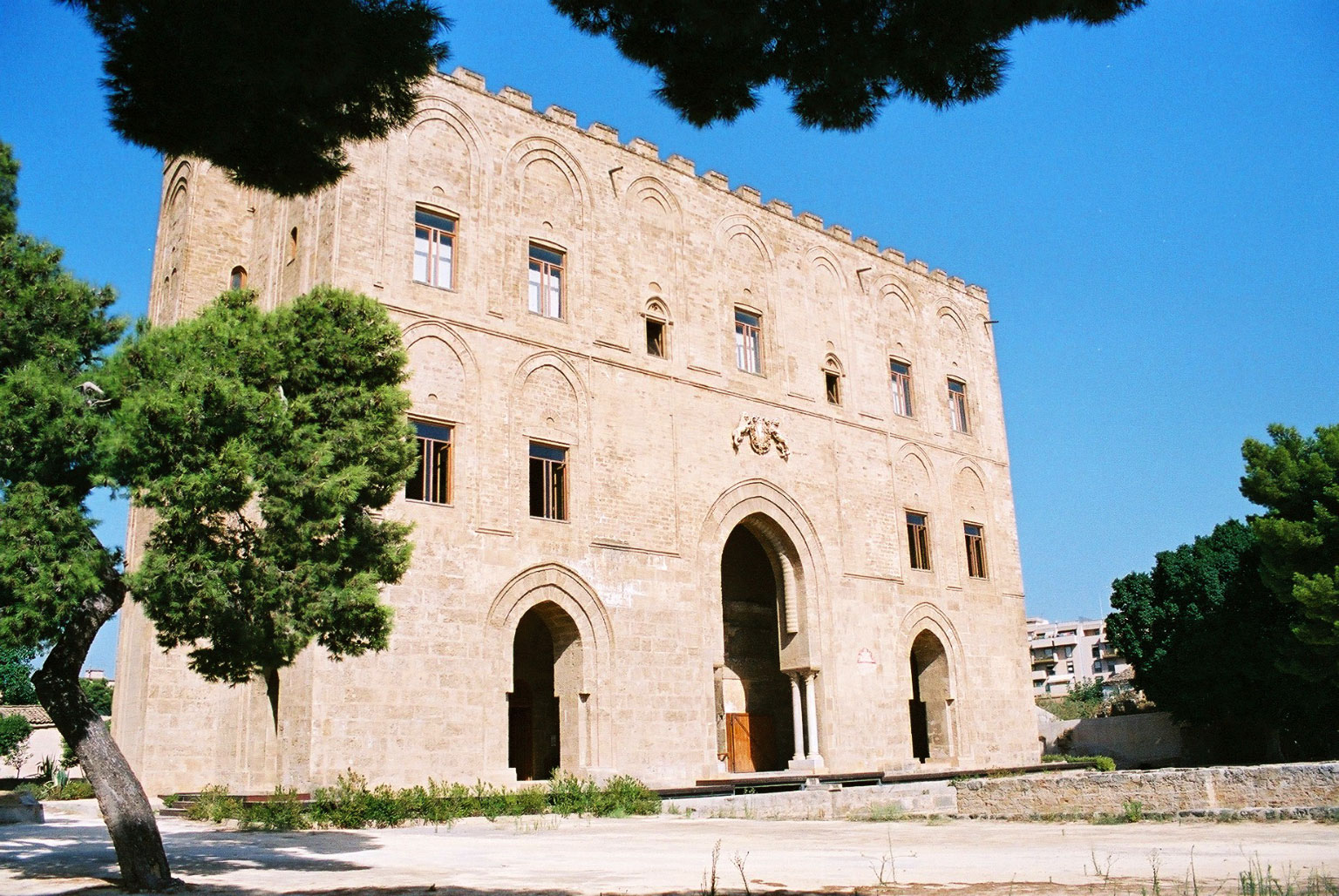
巴勒莫的齐萨王宫

齐萨王宫（Zisa）是一座城堡，位于意大利南部西西里首府巴勒莫的西部，是世界遗产项目巴勒莫的阿拉伯-诺曼风格建筑群以及切法卢主教座堂和蒙雷阿莱主教座堂中包含的一座建筑。
齐萨王宫系西西里国王古列尔莫一世在12世纪下令阿拉伯工匠开始修建，到他的儿子古列尔莫二世在位时才完成。该建筑当时用作诺曼国王的夏宫，是巨大的狩猎别宫Genoardo (阿拉伯语: Jannat al-arḍ,意为“地上天堂”）的一部分。古列尔莫二世死后，他的遗孀英格兰的琼因为支持古列尔莫二世的姑母科斯坦察继位，而被新君西西里的坦克雷迪囚禁在齐萨王宫直至次年获释。
齐萨王宫显然受到摩尔建筑的启发。齐萨一词源于阿拉伯语al-Azīz，按照当时伊斯兰建筑的习惯，其誊抄体书法出现在入口。

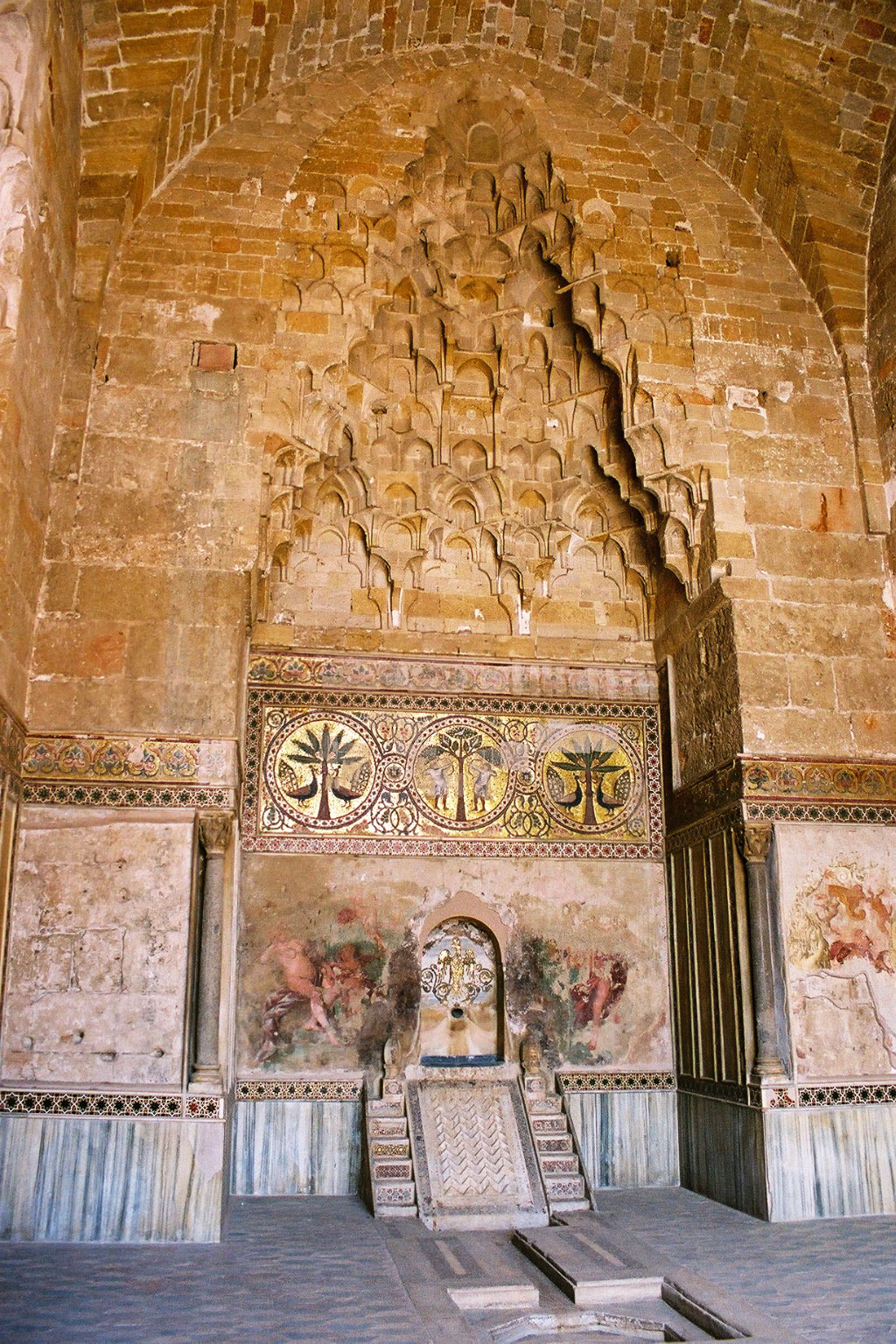

在1970年代和1980年代，该建筑得以修复，并向游客开放。2015年，齐萨王宫成为世界遗产。